# Kanton Alès-Sud-Est
Kanton Alès-Sud-Est (francouzsky Canton d'Alès-Sud-Est) je francouzský kanton v departementu Gard v regionu Languedoc-Roussillon. Tvoří ho osm obcí.

## Obce kantonu
- Alès (jihovýchodní část)
- Les Plans
- Méjannes-lès-Alès
- Mons
- Saint-Hilaire-de-Brethmas
- Saint-Privat-des-Vieux
- Salindres
- Servas